# Seznam dílů seriálu Život v divočině
Toto je seznam dílů seriálu Život v divočině. Britsko-americký dramatický televizní seriál Život v divočině měl premiéru v letech 2007–2008 na americké stanici The CW.

## Přehled řad
| Řada | Díly | Premiéra v USA | Premiéra v USA | Premiéra v ČR    | Premiéra v ČR     |
| Řada | Díly | První díl      | Poslední díl   | První díl        | Poslední díl      |
| ---- | ---- | -------------- | -------------- | ---------------- | ----------------- |
| 1    | 13   | 7. října 2007  | 3. února 2008  | 4. prosince 2008 | 25. prosince 2008 |

## Seznam dílů
| Č. v seriálu | Původní název                 | Režie                | Scénář                        | Premiéra v USA     | Premiéra v ČR     |
| ------------ | ----------------------------- | -------------------- | ----------------------------- | ------------------ | ----------------- |
| 1            | Pilot                         | Bryan Gordon         | Michael Rauch                 | 7. října 2007      | 4. prosince 2008  |
| 2            | Ubuntu                        | James Steven Sadwith | Michael Rauch                 | 14. října 2007     | 8. prosince 2008  |
| 3            | Open for Business             | Brian Grant          | Sue Tenney                    | 21. října 2007     | 9. prosince 2008  |
| 4            | Heritage Day                  | Ed Fraiman           | Dana Baratta                  | 28. října 2007     | 10. prosince 2008 |
| 5            | Bad to the Bone               | Brain Grant          | Raven Metzner a Stu Zicherman | 4. listopadu 2007  | 11. prosince 2008 |
| 6            | Games People Play             | James Steven Sadwith | Elizabeth Hunter              | 11. listopadu 2007 | 15. prosince 2008 |
| 7            | The Heart Wants What It Wants | Ed Fraiman           | Maggie Bandur                 | 18. listopadu 2007 | 16. prosince 2008 |
| 8            | Animal House                  | Brain Grant          | Michael Rauch                 | 2. prosince 2007   | 17. prosince 2008 |
| 9            | The Code                      | Ed Fraiman           | Sue Tenney                    | 9. prosince 2007   | 18. prosince 2008 |
| 10           | Rescue Me                     | Brain Grant          | Dana Baratta                  | 6. ledna 2008      | 22. prosince 2008 |
| 11           | Love Life                     | Ed Fraiman           | Jennifer Levin                | 20. ledna 2008     | 23. prosince 2008 |
| 12           | P.O.C.                        | James Steven Sadwith | Michael Rauch                 | 27. ledna 2008     | 24. prosince 2008 |
| 13           | Home                          | Brain Grant          | D. E. Klerk                   | 3. února 2008      | 25. prosince 2008 |